# Garstin Cox

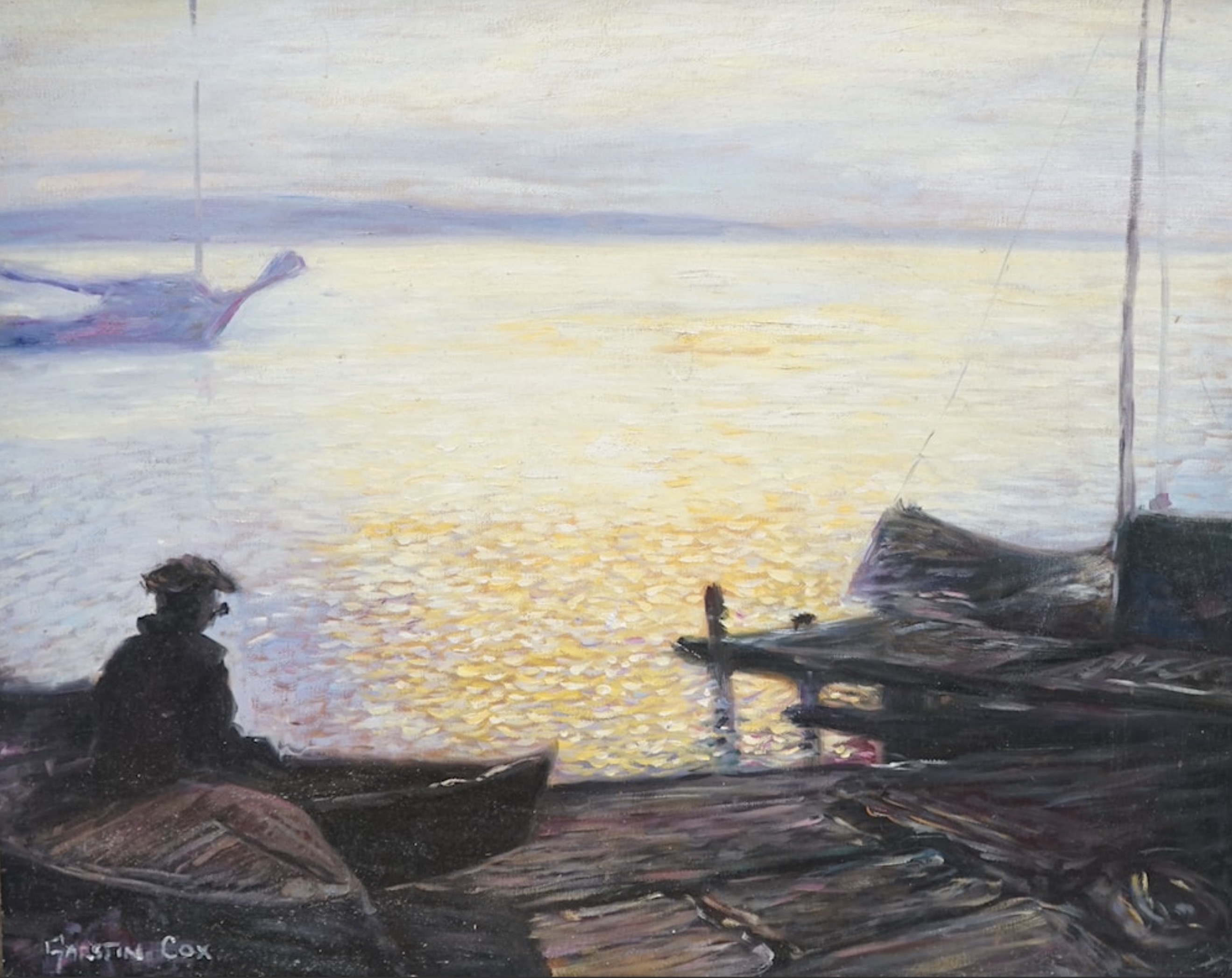
Garstin Cox: Harbour Scene with Jetty (Hafenszene mit Anlegestelle)

Garstin Cox (* 13. März 1892 in Camborne, Cornwall, England; † 28. Februar 1933) war ein britischer Landschafts- und Küstenmaler. Bei seiner Geburt hieß er mit Nachnamen Cock, aber als seine jüngere Schwester vier Jahre später in den 1890er Jahren geboren wurde, erhielt sie ebenfalls den Nachnamen Cox.

## Leben
Garstin Cox, Sohn des Amateurmalers William Cock, begann seine Ausbildung an der Camborne Art School, studierte dann kurz bei Stanhope Forbes und in St Ives bei John Noble Barlow. Während er 1910 mit Barlow auf Tournee war, konnte sein Vater ein Atelier in der St Andrews Street in St Ives erwerben, das beide während ihrer Malreisen von ihrem Haus in Camborne aus nutzen konnten. Sie nannten es Beach Studio und vergrößerten es im folgenden Jahr durch Anmietung des Ocean Wave Studio.
Garstin Cox erstes Gemälde in einer Ausstellung der Royal Academy in London 1912 – gemalt im Alter von 19 Jahren – war The Coming of Spring, und er stellte auch andere Werke in der Royal West of England Academy und der Guildhall in London aus. Garstin Cox spezialisierte sich auf Landschafts- und Küstenbilder, wobei er die Landschaften Cornwalls in einem impressionistischen Stil festhielt. Als er 1920 Dorothy Charlotte Caroline Pike heiratete, wurde sein Name als William Norman Garstin Cox eingetragen und das Paar hatte einen Sohn, Garstin T. Cox, der 1921 geboren wurde.
1925 wurde er zum Mitglied der Royal West of England Academy (ARWA) gewählt und trat im selben Jahr der Newlyn Society of Artists bei. Garstin Cox starb an Bronchitis und Grippe während der Grippeepidemie von 1933, als er sich um seinen kranken Vater kümmerte. Sein Vater überlebte die Epidemie und starb 1939.